# Giuseppe Martellotta
Giuseppe Martellotta (Fasano, 19 novembre 1941 – Fasano, 28 giugno 2025) è stato un politico italiano.

## Biografia
Esponente brindisino della Democrazia Cristiana, fu candidato alle elezioni regionali del 1980 e successivamente a quelle del 1985 e del 1990 nella circoscrizione di Brindisi dove ottenne 25.107 voti, venendo eletto alla carica di consigliere; divenne presidente della regione nel 1994, sostenuto da una coalizione di centro-sinistra, e lo rimase fino alle elezioni del 1995.